# 徳田美由樹
徳田 美由樹（とくだ みゆき、1981年11月3日 - ）は、山形県出身の日本の柔道家。78kg超級の選手。身長は167cm。

## 経歴
明倫中学から羽黒高校へ進むと、2年の時に高校選手権78kg超級の決勝で土浦日大高校2年の塚田真希に敗れて2位だった。2000年にはコマツの所属となると、2001年の実業個人選手権では決勝でダイコロの柳花美鈴を破って優勝を飾った。2002年の実業個人選手権では決勝でミキハウスの木屋好絵に敗れて2連覇はならなかったが、全国女子体重別では決勝で大阪府警の山本恵を破って優勝を果たした。2003年の体重別では東海大学4年の塚田に敗れるも2位となった。アジア選手権では3位になった。

## 主な戦績
- 1999年 -　高校選手権 2位
- 2001年　- 実業個人選手権　優勝
- 2002年　- 実業個人選手権　2位
- 2002年　- 全国女子体重別　優勝
- 2003年 -　体重別　2位
- 2003年 -　アジア選手権　3位

(出典、JudoInside.com)